# Sedlec (Poběžovice)
Sedlec (deutsch Sadl) ist ein westböhmisches Dorf und Ortsteil der Gemeinde Poběžovice im Okres Domažlice.

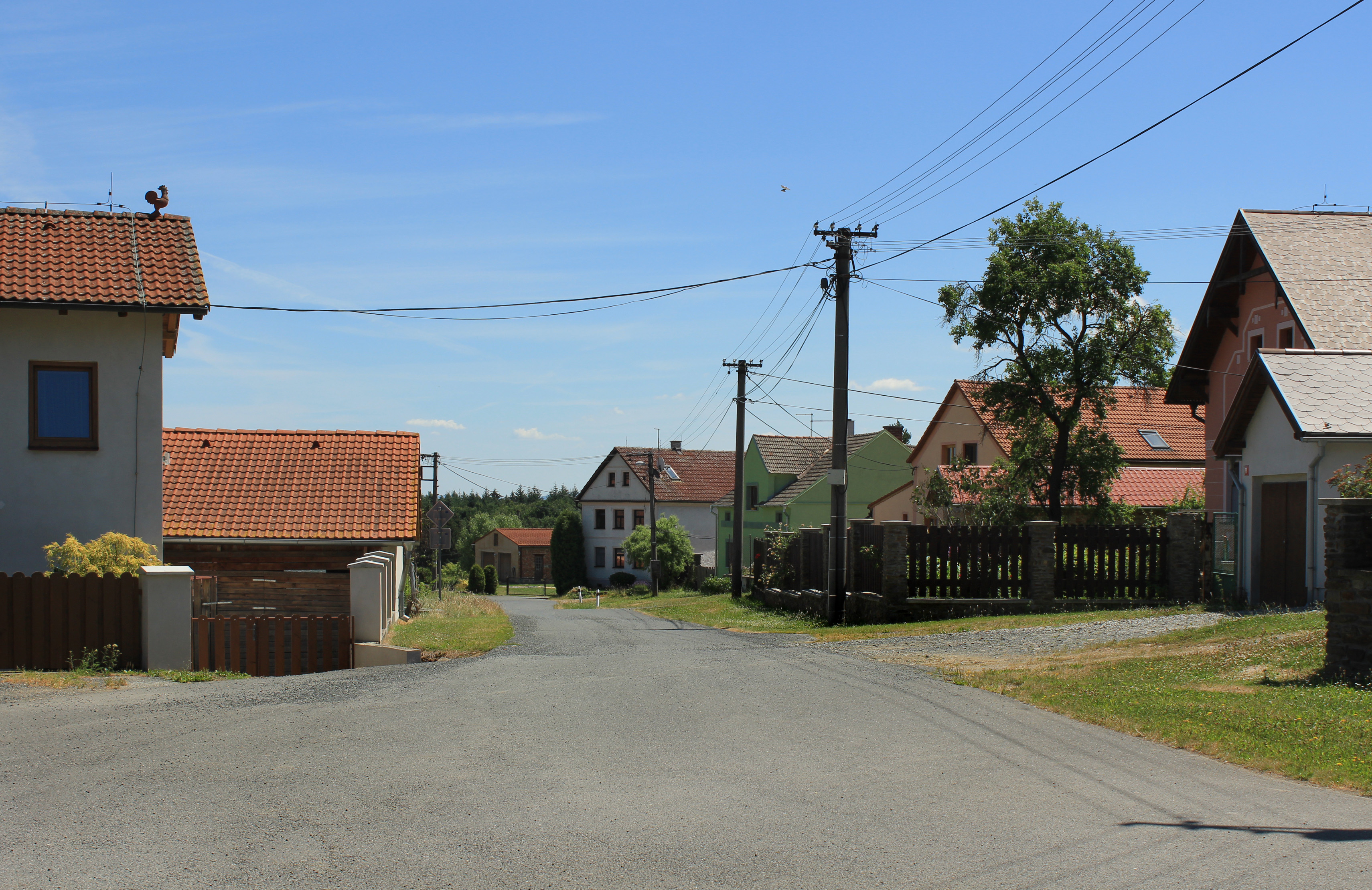
Poběžovice, Sedlec

## Geografie
Sedlec liegt etwa vier Kilometer nordöstlich von Poběžovice.

## Geschichte
Der Name Sedlec und davon lautmalerisch abgeleitet Sadl ist slawischen Ursprungs und bedeutet Siedlung. 1396 wurde Sedlec erstmals schriftlich erwähnt.
Die Herren von Lobkowitz aus Bischofteinitz besaßen 1587 in Sadl 3 Höfe. 1656 hatte Sadl (auch: Satl, Sattel) 4 Bauern, 9 Chalupner, 18 Gespanne, 18 Kühe, 31 Stück Jungvieh, 33 Schafe und 58 Schweine.
1789 hatte Sadl 25 Häuser, 1839 41 Häuser und 277 Einwohner. 1887 gab es in Sadl eine Feuersbrunst, bei der das halbe Dorf niederbrannte.
1913 hatte Sadl 44 Häuser und 216 Einwohner und 1939 49 Häuser und 191 Einwohner.
Sadl war nach Sirb eingepfarrt und hatte seit 1925 eine eigene Volksschule.
Nach dem Münchner Abkommen wurde Sadl dem Deutschen Reich zugeschlagen und gehörte bis 1945 zum Landkreis Bischofteinitz.